# Нижнекачмашевский сельсовет
Нижнекачмашевский сельсовет — муниципальное образование в Калтасинском районе Башкортостана.

## История
Согласно «Закону о границах, статусе и административных центрах муниципальных образований в Республике Башкортостан» имеет статус сельского поселения.

## Население
| 2002 | 2009  | 2010  | 2012 | 2013 | 2014 | 2015 |
| ---- | ----- | ----- | ---- | ---- | ---- | ---- |
| 1296 | ↘1283 | ↘1009 | ↘981 | ↘929 | ↘928 | ↘892 |
| 2016 | 2017  | 2018  |      |      |      |      |
| ↘862 | ↗863  | ↘822  |      |      |      |      |

## Состав сельского поселения
| № | Населённый пункт | Тип населённого пункта          | Население |
| - | ---------------- | ------------------------------- | --------- |
| 1 | Нижний Качмаш    | деревня, административный центр | ↘471      |
| 2 | Кокуш            | деревня                         | ↘284      |
| 3 | Верхний Качмаш   | деревня                         | ↘86       |
| 4 | Новый Аткуль     | деревня                         | ↘68       |
| 5 | Ильчибай         | деревня                         | ↘27       |
| 6 | Средний Качмаш   | деревня                         | ↘27       |
| 7 | Буралы           | деревня                         | ↘34       |
| 8 | Барсуково        | деревня                         | ↘12       |